# Город уездного значения
Город уездного значения, городской уезд, город-уезд (кит. упр. 县级市, пиньинь xiànjí shì, палл. сяньцзи ши, англ. county-level city) — административная единица уездного уровня в Китае. Они не являются «городами» в привычном смысле слова, поскольку помимо собственно городской зоны они включают обширные сельские территории; это происходит из-за того, что города уездного значения были образованы в КНР на месте прежних уездов в 1980—1990-х годах (процесс преобразования уездов в города уездного значения был остановлен в 1997 году), а на территории уездов могли быть города, городки, деревни и отдельные фермы — теперь все эти объекты оказались на территории новообразованного "города". Собственно физический город (т.е. зона непрерывной городской застройки; в Китае обычно используется понятие «городская зона» — 市区), как правило, делится на районы (区).
Города уездного значения обычно входят в состав административных единиц окружного уровня, но некоторые из них подчиняются напрямую провинции, именуясь города субокружного значения.